# 메난데르 (영지주의)
메난데르(그리스어: μέανδδδς) 또는 안티오키아의 메난드로스는 서기 1세기 경 사마리아인 철학자이자 마법사였다. 그는 시몬 마구스 제자들의 학교에 속해 있었는데, 클라우디우스 황제의 통치 기간 동안 로마에 있었던 그의 스승이자 스승인 시몬 마구스의 죽음 이후 지도자가 되었다.
그는 이레네우스, 테르툴리아누스 등 초대 교부들의 작품에서 언급되고 있다.

## 삶
유스틴 순교자는 메난데르가 카파레테아에서 태어났다고 서술하였고, 안티오키아에 학교를 설립하여 메시아를 스스로 선언하고 세계를 감금하고 있는 천사를 물리치겠다고 맹세했는데, 이는 엑소시즘을 통해서였다고 말하고 있다.
시몬 마구스의 죽음 이후 추종자들이 분열하자 메난데르는 세상이 천사에 의해 만들어졌다는 신념을 안고 자신을 따르는 이들을 메난디아인이라고 불렀다. 그의 사상은 '높은 아버지'의 뜻에 반하여 오직 일곱 천사에 의해 세상이 만들어졌다고 믿었던 안티오키아와 사토르닐리족의 토르티누스와 대조되었다. 메난데르는 영원한 젊음의 원천으로서 물 세례가 필수적이라고 생각했다.
메난데르는 교회의 수장으로서 자신이 하느님의 구세주이자 힘이라는 믿음을 굳게 지켰다. 메난데르는 "일차적인 권력은 그 자신이 보이지 않는 존재의 존재로부터 구원자로서, 인간의 분만을 위해 파견된 사람이라는 것 외에는 모두에게 알려지지 않은 채로 계속되고 있다"고 주장했다.
바실리데스와 세르도를 포함한 다른 마법사들은 메난데르의 추종자가 되었고, 다른 윤리적 결과로 "그의 교리에 엄청난 발전을 주었다"고 한다.[2] 저스틴 순교자나 이레네우스와 같이 메난데르의 교리를 해석하려 했던 사람들 중 일부는 너무 말 그대로 사물을 멀리 가져갔다는 주장이 제기되었다. 일례로 이레나에우스는 메난데르의 물세례를 받은 사람들은 더 이상 늙지 않고 불멸의 존재가 되었다고 주장했다.